# Тюмлицвальде
Тюмлицвальде (нем. Thümmlitzwalde) — упразднённая община в немецкой федеральной земле Саксония, созданная в 1994 году путём объединения до того самостоятельных общин Бёлен, Дюрвайчен, Лейпниц, Рагевиц и Чоппах. 1 января 2011 года стала частью города Гримма.
Община подчинялась административному округу Лейпциг и входила в состав района Лейпциг. На 31 декабря 2010 года население Тюмлицвальде составляло 3158 человек. Занимаемая площадь 55,88 км².
Община подразделялась на 5 сельских округов.